# مقاطعة فانتشانغ
مقاطعة فانتشانغ هي إحدى مقاطعات منطقة آنهوي في الصين.